# نطاق أنيون (.onion)
أنيون (.onion) هو نطاق خاص الاستخدام من نطاقات المستوى الأعلى يستخدم للوصول للخدمات المخفية عبر شبكة تور. هذا العنوان ليس له أسم DNS فعليّ، .onion ليس في جذر نظام أسماء النطاقات (DNS root zone)، ولكن باستخدام برنامج بروكسي يمكن للمستخدم الدخول لهذا النطاق عن طريق إرسال الطلب من خلال شبكة تور. الغرض من استخدام هذا النظام هو جعل عمليّة تعقب مقدم الخدمة والمستخدم لها صعبة.